# Ministère de la Communication (Cameroun)
 (avril 2024).
La mise en forme du texte ne suit pas les recommandations de Wikipédia : il faut le « wikifier ».
Les points d'amélioration suivants sont les cas les plus fréquents :
- Les titres sont pré-formatés par le logiciel. Ils ne sont ni en capitales, ni en gras.
- Le texte ne doit pas être écrit en capitales (les noms de famille non plus), ni en gras, ni en italique, ni en « petit »…
- Le gras n'est utilisé que pour surligner le titre de l'article dans l'introduction, une seule fois.
- L'italique est rarement utilisé : mots en langue étrangère, titres d'œuvres, noms de bateaux, etc.
- Les citations ne sont pas en italique mais en corps de texte normal. Elles sont entourées par des guillemets français : « et ».
- Les listes à puces sont à éviter, des paragraphes rédigés étant largement préférés. Les tableaux sont à réserver à la présentation de données structurées (résultats, etc.).
- Les appels de note de bas de page (petits chiffres en exposant, introduits par l'outil «  Source ») sont à placer entre la fin de phrase et le point final[comme ça].
- Les liens internes (vers d'autres articles de Wikipédia) sont à choisir avec parcimonie. Créez des liens vers des articles approfondissant le sujet. Les termes génériques sans rapport avec le sujet sont à éviter, ainsi que les répétitions de liens vers un même terme.
- Les liens externes sont à placer uniquement dans une section « Liens externes », à la fin de l'article. Ces liens sont à choisir avec parcimonie suivant les règles définies. Si un lien sert de source à l'article, son insertion dans le texte est à faire par les notes de bas de page.
- La présentation des références doit suivre les conventions bibliographiques. Il est recommandé d'utiliser les modèles {{Ouvrage}}, {{Chapitre}}, {{Article}}, {{Lien web}} et/ou {{Bibliographie}}. Le mode d'édition visuel peut mettre en forme automatiquement les références.
- Insérer une infobox (cadre d'informations à droite) n'est pas obligatoire pour parachever la mise en page.

Pour une aide détaillée, merci de consulter Aide:Wikification.
Si vous pensez que ces points ont été résolus, vous pouvez retirer ce bandeau et améliorer la mise en forme d'un autre article.
Le ministère de la Communication (en anglais, Ministry of Communication) est un ministère camerounais, chargé des relations avec l’ensemble de la presse privée dans le strict respect de son indépendance et apporte un appui technique aux autres ministères pour la réalisation de leur campagne d’information, d’éducation et de communication.

## Historique
Le ministère de la communication, avant son organisation par le décret N°2002/215 DU 23 août 2002, a connu des nombreuses dénominations :
- De 1961-1965 était le commissaire Générale à l'information;

- De 1965-1970 Ministre de l’information et du Tourisme ;

- De 1970-1975 Ministre de l’information ;

- De 1983-1992 Ministre de l’information et de la culture ;

- De 1992 à nos jours Ministre de la communication[1].

## Organisation
Le ministère de la communication est placé sous l’autorité d’un ministre composé d’un secrétariat particulier, de deux conseillers techniques, d’une cellule des relations publiques, d’une inspection générale,  d’une administration centrale, des services extérieurs.

## Mission
Il est chargé de :
- L’élaboration et de la mise en œuvre de la politique de communication sociale du gouvernement ;

- Suivi des questions relatives à la publicité ;

- a tutelle des organes de presse et de la publicité, notamment l’Imprimerie Nationale, la société de presse et d’edition du Cameroun, l’office de Radio télévision du Cameroun Publi-Expansion[3].

## Liste des ministres depuis 1992
| N° | Périodes  | Prénoms et noms             | Images |
| -- | --------- | --------------------------- | ------ |
| 1  | 2019      | René Sadi                   |        |
| 2  | 2009-2019 | Issa Tchiroma Bakary        |        |
| 3  | 2007-2009 | Jean Pierre BIYITI bi ESSAM |        |
| 4  | 2006-2007 | Ebénézer Njoh-Mouellé       |        |
| 5  | 2004-2006 | Pierre Moukoko Mbonjo       |        |
| 6  | 1997-2000 | René ZE GUELE               |        |
| 7  | 1992-1997 | Augustin KONTCHOU KOUEMEGNE |        |